# Lipnik (województwo śląskie)
Lipnik – wieś w Polsce położona w województwie śląskim, w powiecie częstochowskim, w gminie Janów.
W latach 1975–1998 miejscowość administracyjnie należała do województwa częstochowskiego.